# Mutterstadt
Mutterstadt – gmina bezzwiązkowa (niem. verbandsfreie Gemeinde) w Niemczech, w kraju związkowym Nadrenia-Palatynat, w powiecie Rhein-Pfalz. Miejscowość jest oddalona od stolicy powiatu Ludwigshafen am Rhein o ok. 7 km.

## Współpraca

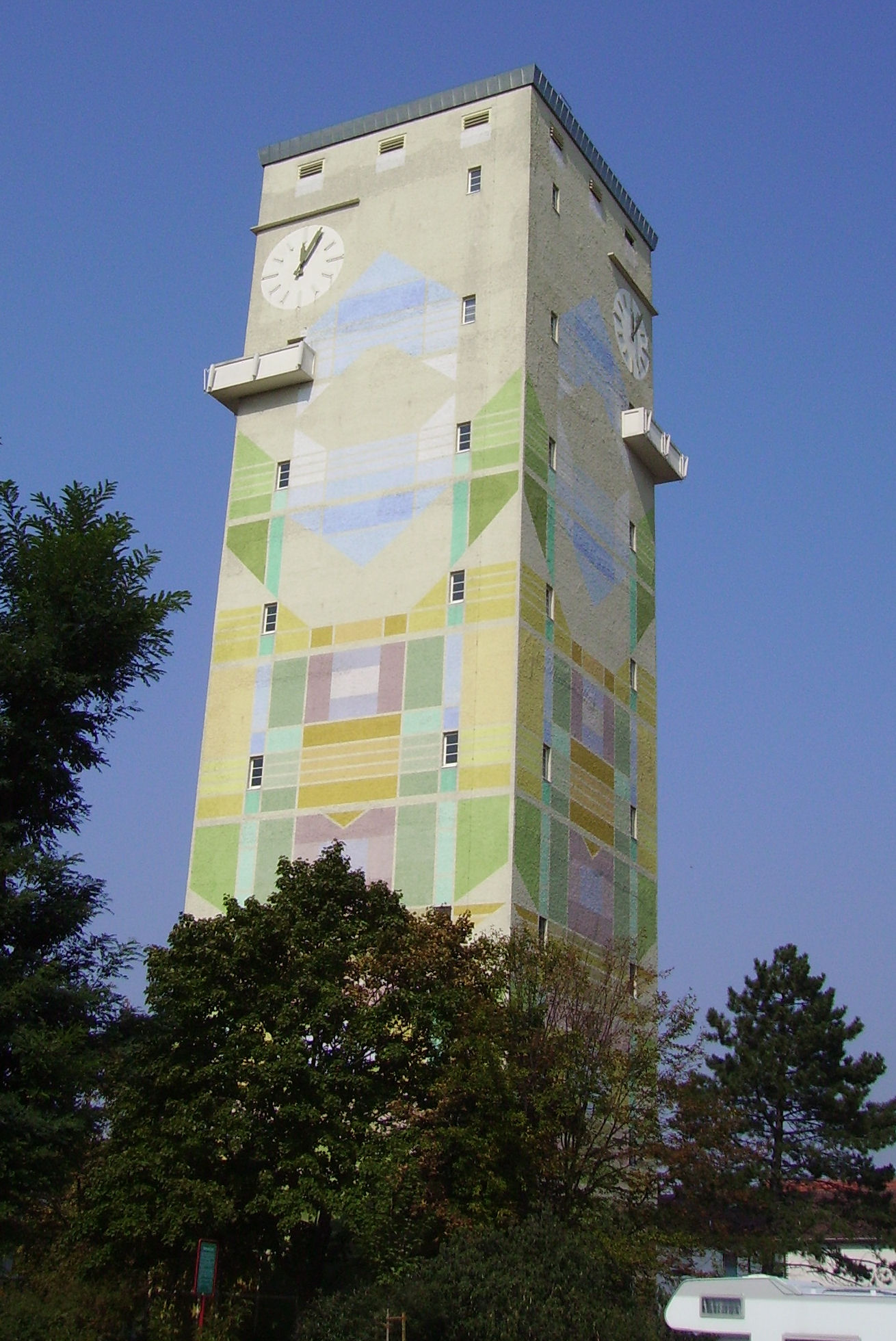
Wieża ciśnień w Mutterstadt

Miejscowości partnerskie:
- Oignies, Francja
- Praszka, Polska